# Phlomidoschema
Phlomidoschema  é um gênero botânico da família Lamiaceae.